# Distrito de Cochas (Ocros)
El distrito de Cochas es uno de los diez distritos de la provincia de Ocros, ubicada en el departamento de Áncash, bajo la administración del gobierno regional de Áncash en el Perú. San Juan de Cochas fue creada por Ley del 2 de enero de 1857.

## Toponimia
Cochas proviene del vocablo nativo quechua que significa espejo de agua, charco, posiblemente con el tiempo se seca en agua y los lugareños pasan a llamarlo como Cochas; podrían existir otras posibilidades de su toponimia.

## Historia
Creación Política de Cochas, su creación el 2 de enero de 1857.
Cochas es un pueblo antiguo, tan igual al de Ocros y de Acas que pertenecieron a la antigua provincia de Cajatambo.
Se dice que se le conoció como San Juan de Cochas en la época del Virreinato.
Cochas, distrito de la Provincia de Bolognesi, creado por la Administración de Simón Bolívar en 1825 y reconocida por Ley de 2 de enero de 1857, Capital el Pueblo de Cochas a 400 m de altura.
Su capital actual es el pueblo de Huanchay a partir del 19 de junio de 1990 cuando se crea políticamente la Provincia de Ocros.
Huanchay es muy conocido por su yuca y palta durante el almuerzo y en el desayuno.
Existe un distrito de Cochas donde los artesanos preparan bellos trabajos en mates burilados en la Provincia de Concepción del departamento de Junín.

## Geografía

### Ubicación
- El pueblo de Cochas se encuentra a una altitud de 800 m s. n. m., con un a extensión superficial de 412.48 km²(hab/km².) y geográficamente tiene: Latitud: 10°21′0″

- El pueblo de Huanchay se encuentra a una altitud de 1,264 m.s.m.
- Límites: Limita por el:Norte con Ocros y Chilcas. Sur con el Anexo de Huaylias. Oeste con el Cerro de Callao Chico y grande.

### Clima
Su clima de Cochas es templado, por lo general; es decir casi todo el año, en época de calor la temperatura llega a 25° a 28 °C, siendo las épocas de lluvia de diciembre a marzo, generalmente las lluvias originan huaycos, que perjudican las acequias de regadío e interrumpe el tránsito en la carretera.

## Autoridades

### Municipales
- 2011-2014[1]
  - Alcalde: Andrés Carlomagno Motta Alvarado, del Partido Alianza para el Progreso (APEP).
  - Regidores: María Gladys Valenzuela Valdez (APEP), Ilda Melissa Díaz Mendoza (APEP), Aquilino Berru Yamunaque (APEP), Luis Porfirio Vásquez Montes (APEP), Cirilo Eduardo Inca Carlos (Movimiento Acción Nacionalista Peruano).
- 2007-2010: 
  - Alcalde: Esperanza Juana Díaz Bartolo.

## Economía
- Cochas se ha caracterizado de tener el Pavo Real, que nos brindaba su belleza en sus campos de yucales.
- Cochas y Huanchay, cuenta con una Posta Médica,  Centro educativo y entre otras.
- Se contemplan una fruticultura semi tecnificada, destacándose la palta (hass y fuerte), la manzana, mangos, plátanos, con proyección Kiwi (rico en Calcio).
- Cochas en el departamento de Ancash, tiene su prestigio ganado en lograr producción de calidad en el cultivo de Papa y Ají Paprika.
- En Cochas: la palta, caña de azúcar, ají páprika, y frijol canario centenario, maíz.
- Con proyección para Cochas, Alpas la crianza de cuyes para exportación en cadenas productivas mínimo con 50 personas (cuy Perú, cuy andino, cuy inti, cuy Inka).
- Pueblo llamado Venado muerto/California: fruticultura, Ají paprika y cultivos alimenticios diversos de producción agrícola.

### Turismo y cultura

#### Lugares atractivos turísticos
- La Iglesia San Juan de Cochas
- La Iglesia del pueblo de Huanchay
- Lugares venado muerto (una zona frutícola)
- Huaylias, ideal para deporte de pesca artesanal de los camarones, además de contar con un clima ideal durante todo el año.
- Piedra hueca (murió Ginés Cabanillas el conocido bandolero).
- Las lomas de huanchay
- Disfrutar de un día de pesca en el río de huanchay
- Paseo por el pueblo viejo de Huanchay, visitar las casas destruidas por el terremoto del 70

#### Calendario festivo
16 de julio
Festividad de la virgen del carmen(HUANCHAY)

| Fecha                | Nombre                                    | Carácter | Concurrencia                                                                         |
| -------------------- | ----------------------------------------- | -------- | ------------------------------------------------------------------------------------ |
| 2 de enero           | Aniversario del Distrito de Cochas        | Regional | Población general y visitantes                                                       |
| Marzo - abril        | Semana Santa, Domingo de Ramos            | Nacional | Población general y visitantes                                                       |
| 2 y 3 de mayo        | Festividad del Señor de Cochas            | Regional | Población general, visitantes de Barranca, Pativilca, Centro Educativo y autoridades |
| 2.º domingo de mayo  | Día de la Madre                           | Nacional | población general, Centros Educativos y autoridades                                  |
| 3.º domingo de junio | Día del Padre                             | Nacional | Población general, visitantes y población general                                    |
| 24 de junio          | Aniversario de la I.E. San Juan de Cochas | Nacional | Población general, visitantes y población general 24 DE JUNIO                        |
| 28 de julio          | Aniversario del Perú                      | Nacional | Población general, centros Educativos y autoridades                                  |
| 8 de octubre         | Festividad de la Santísima Cruz de Cochas | Regional | población general, Centros Educativos y autoridades                                  |
| 25 de diciembre      | Navidad                                   | Nacional | Población general y visitantes.                                                      |

*Fuente:(E.Espinoza M).

## Música y danza
- La música más difundida es el Huayno y la marinera.

- La danza de: Diablitos, Negritos.

| Flora                                               | Fauna                             | Zona                                  |
| --------------------------------------------------- | --------------------------------- | ------------------------------------- |
| chilca Baccharis latifolia, retama, aliso, orquídea | zorro, erizo,                     | Huanchay, Alpas                       |
| Saúco, molle, sauce, eucalipto                      | Perdiz, buitre, picaflor, zunzún  | Huanchay Alpas                        |
| chilca Baccharis latifolia, marco, congona, molle   | tórtola, loro, gallinazo, cuculi  | Huanchay, Alpas                       |
| , huarango, kikuyo                                  | culebra, erizo, pájaro carpintero | Huanchay, Alpas venado muerto         |
| chilcaBaccharis latifolia, Ciprés, casuarina, marco | Halcón, sapo, cernícalo           | Huanchay, Alpas Cochas, Venado muerto |
| Palmera, pinos, sauce, casuarina                    | Culebra, víbora, puma             | Huanchay, Alpas Cochas.               |

*Fuente:(E.Espinoza M).

## Vías de comunicación

### Carretera
- Lima-Barranca- Pativilca-Cochas
- Huaraz-Recuay-Catac-Conococha-Cajacay-La vega-Cochas

Telecomunicaciones: cuenta con Teléfono, Internet y Televisión.

## Gastronomía local
- Son platos de peruanidad de los Cochanos y Huanchainos, que se conservan hasta hoy, que se brinda en los diversos platos en las fiestas religiosas patronales, Aniversario.
- Fiestas familiares (bautismo, kitañaque, techado de casa y matrimonio) y en la tareas comunales:

| Carnes                          | Plátos                           | Postres                         | Bebidas        |
| ------------------------------- | -------------------------------- | ------------------------------- | -------------- |
| Picante de cuy(Cavia porcellus) | Yuca con queso                   | mazamorra de calabaza           | Chicha de maní |
| Chicharrón                      | Papa rellena, humita, tamal      | Mazamora de harina de yuca      | Cerveza        |
| Charqui, anticucho              | carapulca                        | Huatia de calabaza              | chicha morada  |
| Caldo de gallina                | Ají de gallina, locro de zapallo | Mazamorra morada, frijol colado | Chicha de jora |
| Pachamanca                      | chupe, Ceviche de pescado        | bizcochuelo                     | Chinguirito.   |

*Fuente:(E.Espinoza M).